# Rabisjko ezero
Rabisjko ezero är en sjö i Bulgarien. Den ligger i regionen Montana, i den nordvästra delen av landet, 130 km nordväst om huvudstaden Sofia. Arean är 3,3 kvadratkilometer. Den sträcker sig 1,7 kilometer i nord-sydlig riktning, och 2,5 kilometer i öst-västlig riktning.